# Boros Zoltán (festő)
Boros Zoltán (Szabadka, 1976 –) magyar vadászati festő- és grafikusművész, illusztrátor.

## Életpályája
Szabadkán végezte el az általános iskolát, s ott kezdte el gimnáziumi tanulmányait, de Budapesten érettségizett, miután családjával együtt a délszláv háború miatt Magyarországra költözött. A gödöllői egyetemen szerzett diplomát a környezetgazdálkodási agrármérnök szak vadgazdálkodási szakirányán.
A vadászattal és természettel kapcsolatos képzőművészeti alkotások iránt már középiskolás korában érdeklődni kezdett, s autodidakta módon kezdte elsajátítani a grafika és a festészet művészetét. Művészeti iskolába nem járt, de mesterének tekinti Muray Róbertet, akinek tanácsait mindig megfogadta. Eleinte grafikákat és ceruzarajzokat, később akvarelleket és olajfestményeket is készített, dolgozott már vászonra, falemezre, kőre és bőrre. Alkotásainak többségén a Magyarországon vadon élő állatfajokat ábrázolja természetes környezetükben, élethelyzetükben, melyeket vadászatok alkalmával figyelhetett meg.
Rendszeresen jelentek meg művei a Magyar Vadászlap című folyóiratban, több könyvet is illusztrált, s ő tervezte meg a Safari Club International (SCI) Közép-magyarországi Szervezetének logóját is. Másfél év alatt, 2007 júniusa és 2008 decembere között készítette el a keszthelyi Helikon Vadászati Múzeum dioráma-háttérképeit, melyeken öt földrész jellegzetes tájait, természeti képeit festette meg apró részletességgel. Részt vett a 2013 májusában Sepsiszentgyörgyön megnyílt Székelyföldi Vadászati Kiállítás diorámáinak, valamint az ajkai Hubertus Erdei Iskolában 2013 decemberében átadott Fekete István dioráma elkészítésében.

## Tanulmányutak
Több tanulmányutat is tett külföldön, köztük hatszor járt Afrikában és kétszer Észak-Amerikában.

## Díjai, elismerései
- Arany Ecset Toll díj (2003)

## Kiállításai

### Egyéni kiállításai
- Tasi Galéria, Szentendre (1996)
- Erdészeti Múzeum, Sopron (2000. március 31. – április 25.)[3]
- Budapest (2002)

### Csoportos kiállításai
- Vadászat a művészetben című állandó kiállítás a Vajdahunyadvárban, Budapest (1997)
- Dortmund
- Salzburg
- Madrid
- Holt's Auction, London
- Weatherby Auction, Reno, Nevada, USA
- Enschede, Hollandia (2010, 2012, 2013)